# Phyllophaga lebasii
Phyllophaga lebasii är en skalbaggsart som beskrevs av Blanchard 1851. Phyllophaga lebasii ingår i släktet Phyllophaga och familjen Melolonthidae. Inga underarter finns listade i Catalogue of Life.